# 角筈公園
角筈公園（つのはずこうえん）は東京都新宿区西新宿四丁目38にある新宿区立の公園である。公園は、遊具などがある北側の広い部分と、間に住宅を置いた南側の角筈緑地の2箇所からなる。

## 場所
- 新宿区の南西端の西新宿四丁目にある。この地はかつては角筈と呼ばれていた。
- 西新宿四丁目交差点の北東角の裏側にある。この交差点には山手通りと水道道路が通り、交通量が多い。
- 東側には広い空き地がある。ここにはかつて都営角筈アパートがあった。その後、東京都新宿住宅展示場となったが、こちらも廃止された。

## 設備
- 北側
  - パーゴラ
  - 公衆トイレ
  - 時計塔
  - 遊具 - ブランコ、すべり台
  - 砂場
- 南側（角筈緑地）
  - 藤棚

## 近隣施設
- 新宿区立西新宿小学校
- 都営バス新宿支所（新宿車庫）
- ロッテ本社
- 東京オペラシティ
- NTT東日本本社

## アクセス
- 鉄道
  - 京王線初台駅から徒歩5分
- 路線バス
  - 新宿車庫前停留所から徒歩1分
  - 西新宿小学校停留所から徒歩2分
  - 西新宿四丁目停留所から徒歩2分

## ギャラリー

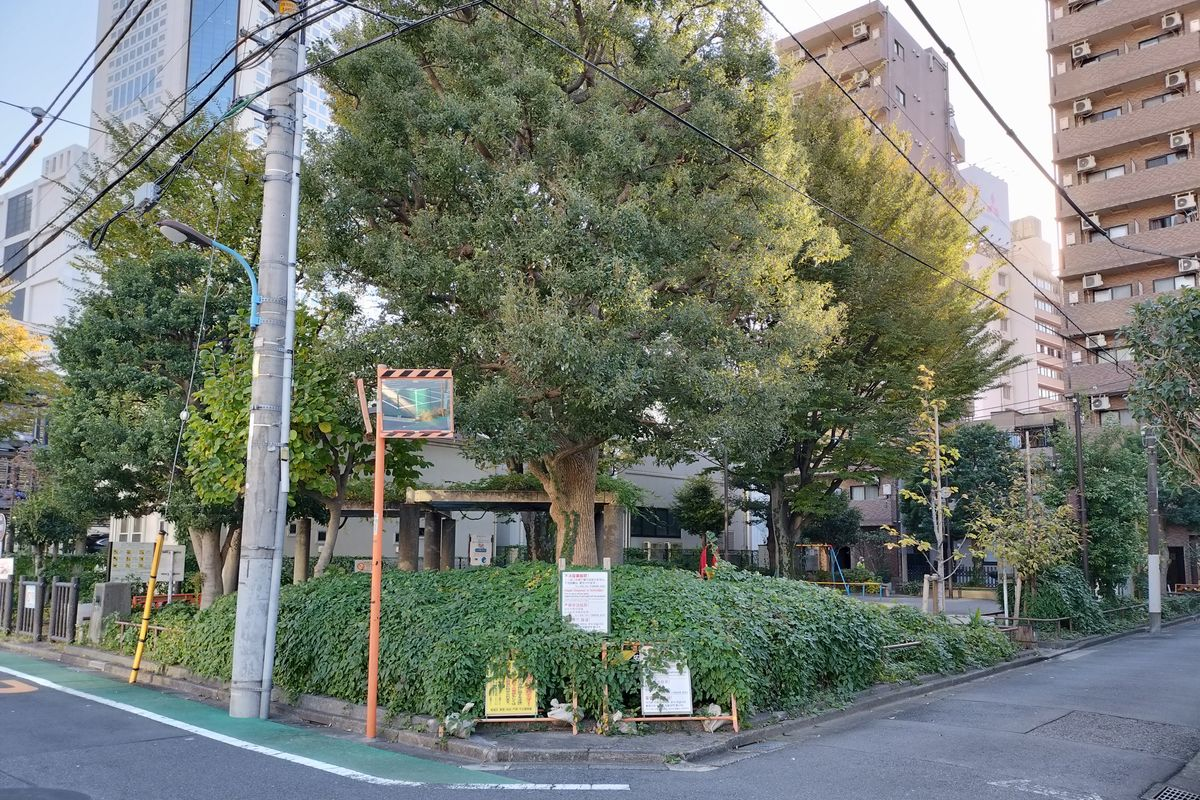
北東角
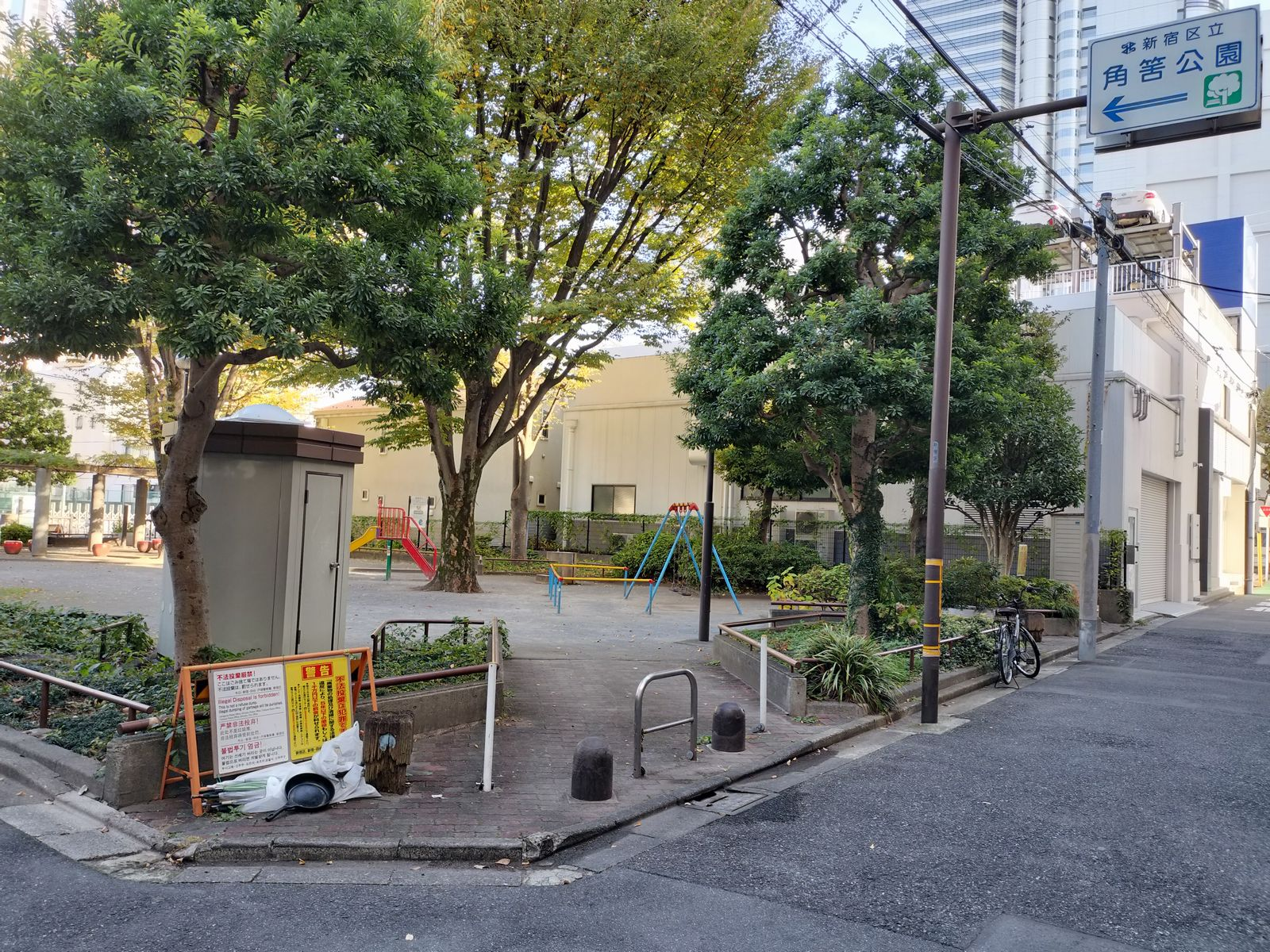
北西角
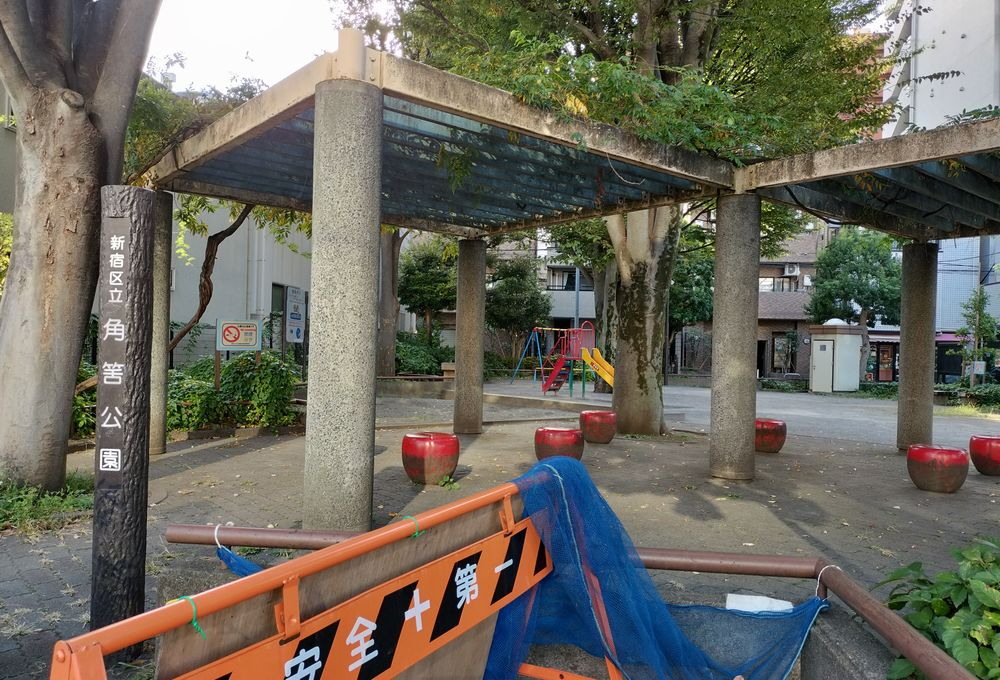
東側
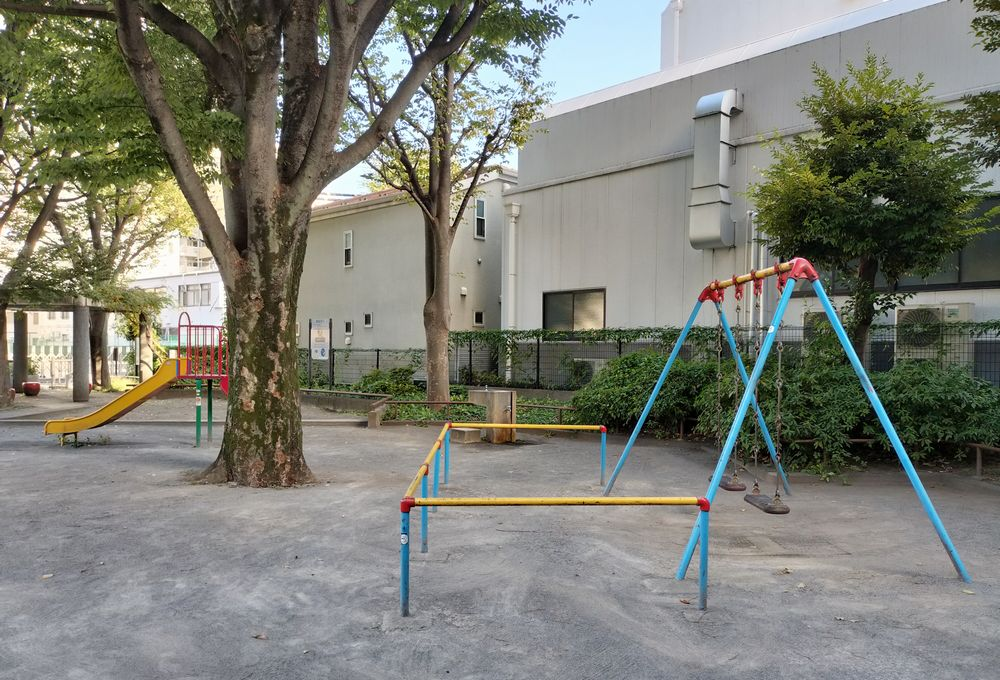
遊具
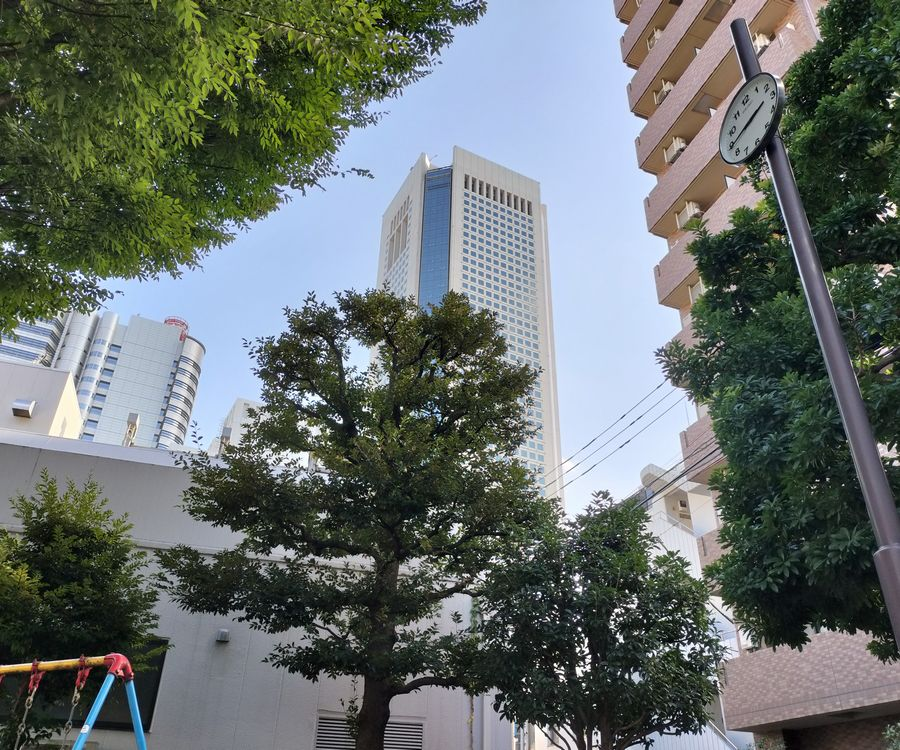
園内よりオペラシティを望む。
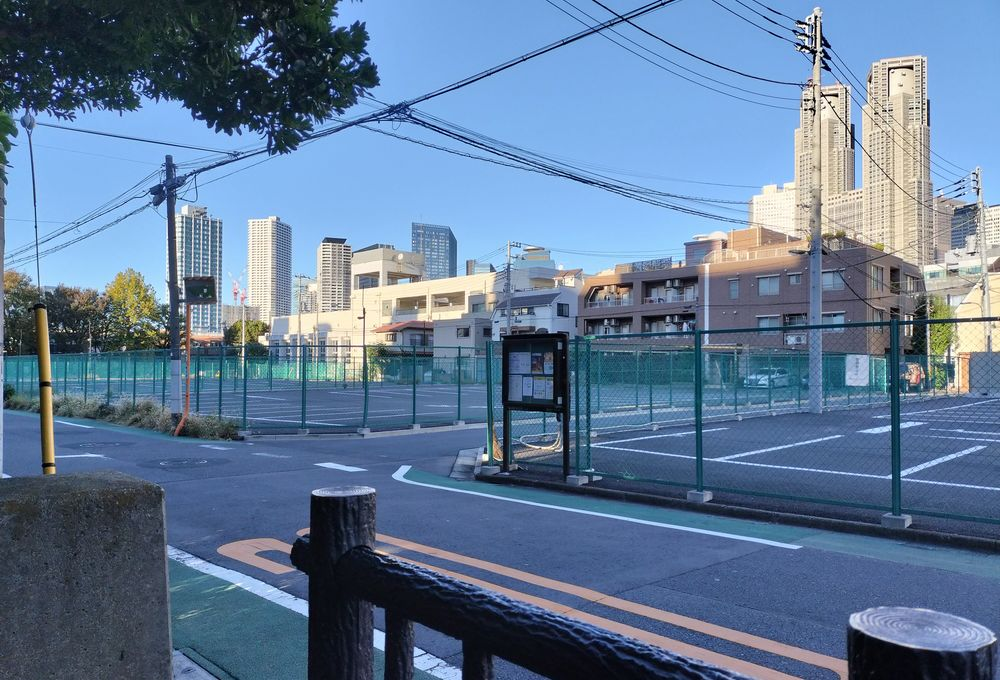
園内より東側を望む。空き地にはかつて角筈アパートが建っていた。
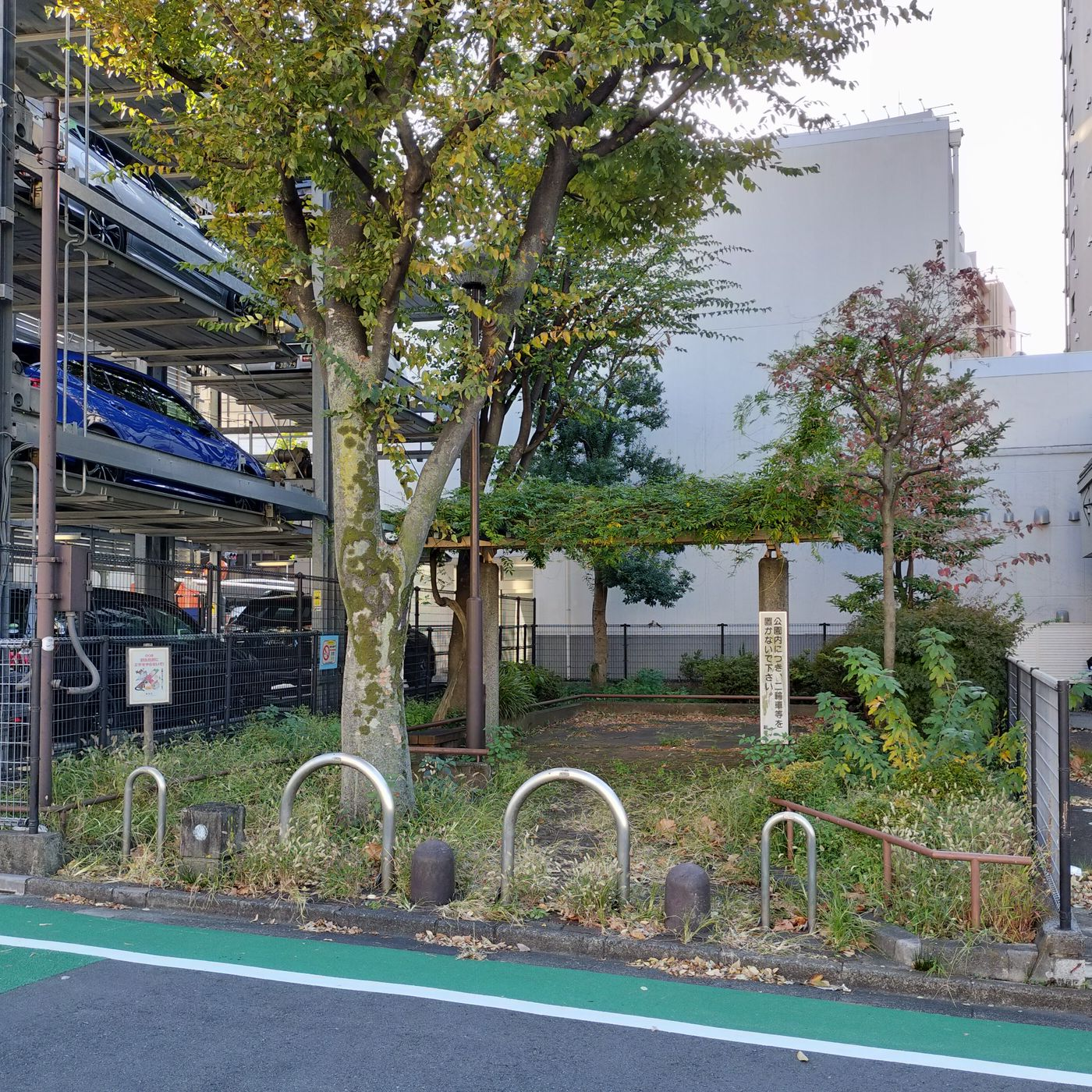
角筈緑地
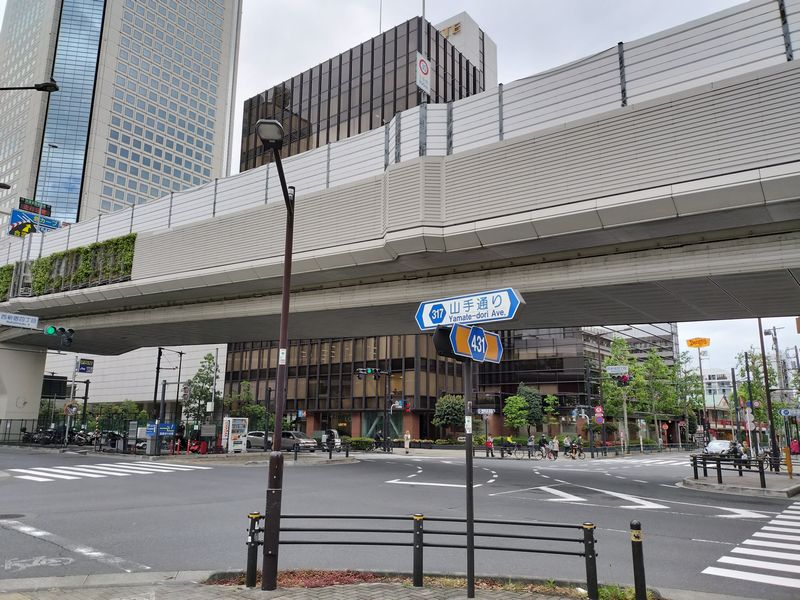
西新宿四丁目交差点。公園は撮影地点の裏側にある。